# Robert Niess

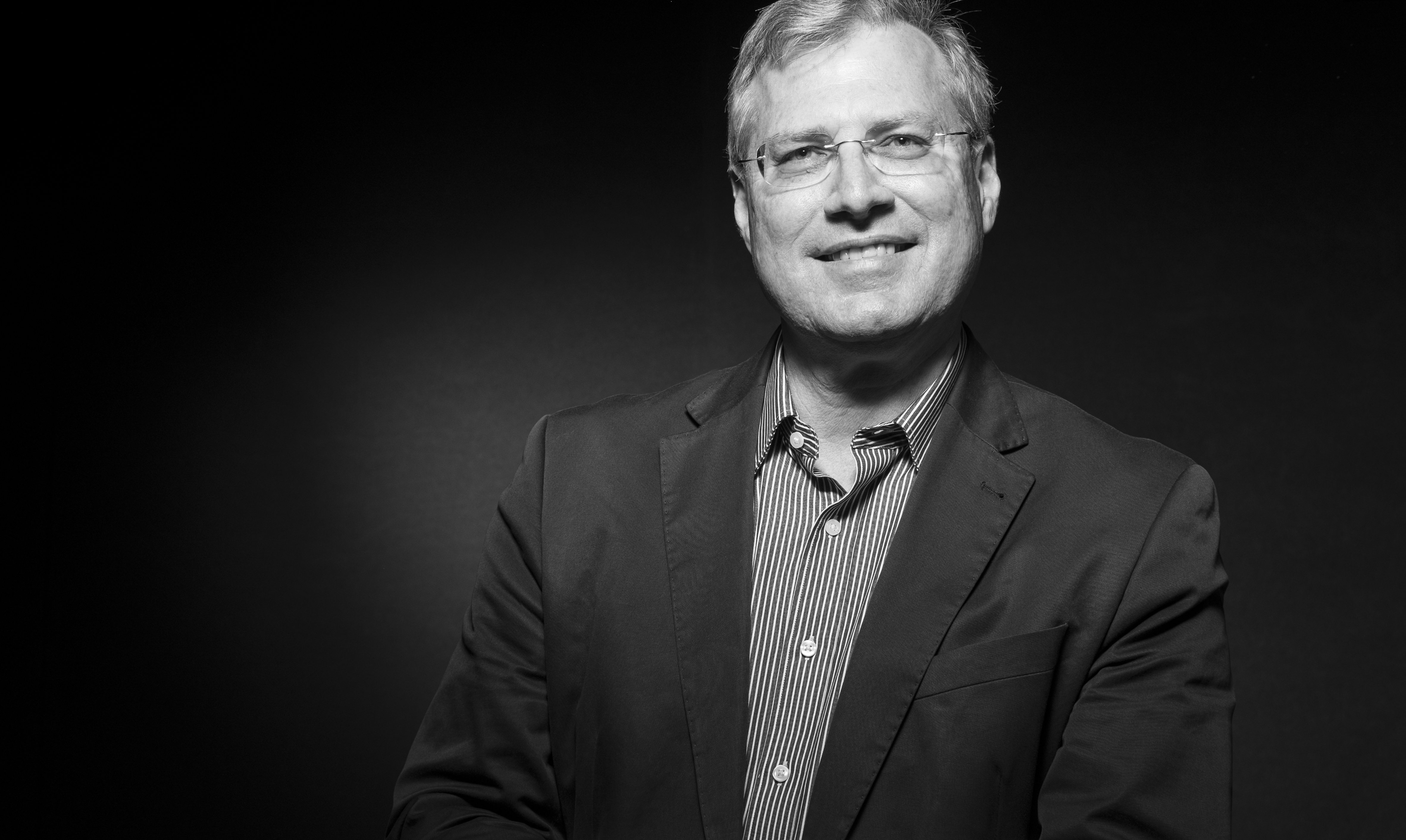
Robert Niess (2015)

Robert Niess (geb. 1958 in York, Pennsylvania) ist ein US-amerikanischer Architekt und Hochschulprofessor.

## Biografie
Niess studierte von 1977 bis 1981 an der Virginia Tech, Blacksburg, Virginia, Architektur. 1981 siedelte er über in die Schweiz, wo er bis 1983 als angestellter Architekt im Büro von Ernst Gisel in Zürich arbeitete. 1983 ging er nach Berlin, wo er bis heute lebt und arbeitet. Von 1983 bis 1988 arbeitete er unter anderem für das Architekturbüro von James Stirling und Michael Wilford.
1988 gründete Niess gemeinsam mit Rebecca Chestnutt das Architekturbüro Chestnutt_Niess Architekten PartGmbB, welches zwischen 1988 und heute zahlreiche Bauvorhaben in Berlin realisierte und so auch das Bild vom Berlin der 1990er und 2000er Jahre prägte.
Bekannte Bauvorhaben sind unter anderem der Bahnhof Alexanderplatz, in Berlin-Mitte, welcher von Chestnutt_Niess Architekten modernisiert und umgestaltet wurde, die Bibliothek am Luisenbad in Berlin-Wedding, die Zweifachsporthalle Hausburgviertel in Berlin Prenzlauerberg und das Bauvorhaben der Bibliothek mit Mensa der TH Wildau.
Seit 2009 ist Niess Mitglied des Gestaltungsbeirats in Mülheim an der Ruhr und seit 2018 beisitzendes Mitglied der Vergabekammer Berlin.

### Lehre
Zwischen 2000 und 2004 war Niess als Gastkritiker an unterschiedliche Universitäten berufen. Er trat 2003 eine Vertretungsprofessur für Gebäudelehre und Entwerfen an der Universität Karlsruhe an. 2005/06 war er für Grundlagen des Entwerfens, Entwurfsmethodik und Wohnungsbau an der FH Lippe und Höxter tätig, bevor er 2007 an die Peter Behrens School of Architecture (PBSA) der Hochschule Düsseldorf als Professor für Entwerfen und Bauen im Bestand berufen wurde, wo er bis heute in der Lehre tätig ist.

## Bauwerke (Auswahl)
In seinem Schaffen fokussiert sich Niess auf die Verbindung von Bestandsstrukturen und neuen Baukörpern, die im Zusammenspiel miteinander in den Dialog der Zeiten treten.
- 1992: Wohnbebauung Tempelhofer Damm[7]
- 1995: Bibliothek am Luisenbad[8]
- 1998: Familienzentrum Letteallee[9]
- 1999: Amtsgericht Bad Liebenwerda[10]
- 2007: Bibliothek und Mensa TH Wildau[11]
- 2007: Sporthalle Hausburgviertel[12]
- 2008: Weinbrenner Schule[13]
- 2010: Platzgestaltung Picassoplatz Münster[14]
- 2011: Erweiterung Solinger Grundschule[15]
- 2015: Mittelpunktbibliothek Alte Feuerwache[16]
- 2019: Erweiterung Genoveva-Gymnasium[17]
- In Bau: Kloster Gransee – Ort für Kultur und Bildung[18]

## Auszeichnungen
- 1996: Architekturpreis des BDA Berlin – Anerkennung Bibliothek am Luisenbad
- 2001: Outstanding Professional Accomplishment Award VaTech College of Architecture
- 2003: Brandenburgischer Architekturpreis – Anerkennung Amtsgericht Bad Liebenwerda
- 2006: Holzbaupreis – 1. Preis, Berlin, Brandenburg, Mecklenburg-Vorpommern, Sachsen-Anhalt
- 2007: Deutscher Holzbaupreis, Anerkennung[19]
- 2011: IOC/IAKS Award in Gold 2009 - 1. Preis für die „Sporthalle Hausburgviertel in Berlin“
- 2012: Bibliothek des Jahres in Deutschland für die TH Wildau[20]
- 2016: Architekturpreis Berlin – Auszeichnung Mittelpunktbibliothek Treptow, Berlin[21]
- 2020: Auszeichnung vorbildlicher Bauten in Nordrhein-Westfalen[22]

## Publikationen
- 2008: R.Niess, Claus Kaepplinger: Vergangenheit effizient und heiter bewahrt. Sporthalle Hausburgviertel in Berlin (The past efficiently and well preserved. Hausburgviertel sports hall, Berlin). In: DBZ Deutsche BauZeitschrift. Band 56, Nr. 6, 2008, ISSN 0011-4782, S. 52–57 (sparaochbevara.se).
- 2011: Frank Seeliger, Robert Niess, Mario Weigt: Die Spur der Wildauer Steine. 15. Februar 2011, doi:10.18452/2233 (hu-berlin.de).
- 2011: Robert Niess: Dieses Bedürfnis nach Ort, nach Raum, nach Würde ... 8. September 2011, doi:10.18452/2265 (hu-berlin.de).
- 2011: R.Niess „RE“ remodeling, renovation, reform, renewal, recycling, Publikation „When dealing with an old building...“, Pages 0346-0357, DAMDI Publishing Co. ISBN 978-89-91111-79-0
- 2016: Robert Niess: Bibliotheksbau im Bestand – oder: Die Liebe zum Unikat. In: Praxishandbuch Bibliotheksbau. De Gruyter Saur, 2016, ISBN 978-3-11-040318-3, S. 113–123, doi:10.1515/9783110403183-009/html (degruyter.com).
- 2021: New Libraries in Old Buildings: Creative Reuse. In: New Libraries in Old Buildings. De Gruyter Saur, 2021, ISBN 978-3-11-067966-3, doi:10.1515/9783110679663/html (degruyter.com).